# Камара, Амади
Амади́ Камара́ (фр. Amady Camara; родился 28 мая 2005, Бамако) — малийский футболист, нападающий австрийского клуба «Штурм» и сборной Мали. Выступает на правах аренды за клуб «Нант».

## Клубная карьера
Воспитанник футбольной академии малийского клуба «Диарра». В 2022 году австрийский клуб «Штурм» пригласил Амади Камара на просмотр, в январе и апреле 2023 года он дважды ездил в Австрию. В итоге в июле 2023 года он подписал профессиональный контракт со «Штурмом». 27 сентября 2023 года дебютировал в основном составе «Штурма» в матче Кубка Австрии против «Леобендорфа». 12 ноября 2023 года дебютировал в австрийской Бундеслиге в матче против клуба «Аустрия (Клагенфурт)». Выйдя на поле в том матче, он стал 4000-м игроком в истории австрийской Бундеслиги с момента основания турнира в 1974 году.

## Карьера в сборной
В составе сборной Мали до 20 лет в отборочном турнире к молодёжному Кубку африканских наций забил 3 гола.